# برنامه آوای روستا
آوای روستا برنامه محلی و فلکوریکی است که از سوی تلویزیون هرات شب‌های سه‌شنبه پخش می‌شود.
این برنامه توانسته است که جایگاه ویژه‌ای بین مردم هرات باز کند.
گرداننده‌گان این برنامه تلویزیونی از گویش محلی برای جذابیت این برنامه استفاده می‌کنند.
روستاهای مختلف هرات، عنعنات، رسوم و کلتور مردم روستانشین هرات در این برنامه به نمایش گذاشته می‌شود.
اخیراً این برنامه از سوی مسئولین تلویزیون هرات به نام هوای روستا تغییر کرده‌است.